# Nydyse
Nydyse is een geslacht van steenvliegen uit de familie Gripopterygidae. De wetenschappelijke naam van het geslacht is voor het eerst geldig gepubliceerd in 1933 door Navás.

## Soorten
Nydyse omvat de volgende soorten:
- Nydyse luddermannia Navás, 1933